# Изпитанията на Моисей (Сикстинска капела)
Изпитанията на Моисей (на италиански: Prove di Mosè) е стенопис от 1481-1482 г. на италианския художник Сандро Ботичели в Сикстинската капела, Рим.

## История
На 27 октомври 1480 г. Ботичели, заедно с други флорентински художници, заминава за Рим, където е призован като част от проекта за помирение между Лоренцо Медичи, фактическият владетел на Флоренция, и папа Сикст IV. Флорентинците започват да работят в Сикстинската капела още през пролетта на 1481 г., заедно с художника Пиетро Перуджино, който вече е бил там.
Темата на декорацията е паралел между историите за Моисей и тези за Христос, като знак за приемственост между Стария и Новия завет - приемственост и между божествения закон и посланието на Исус, който на свой ред избира Петър (първия предполагаем епископ на Рим) за свой наследник: това най-накрая ще доведе до легитимация на наследниците му, папите на Рим.

## Описание
Стенописът показва няколко епизода от младостта на Моисей, взети от Изход. Той е паралелен със стенописа на отсрещната стена, също от Ботичели, който изобразява Изкушенията на Исус. Стенописът има надпис TEMPTATIO MOISI LEGIS SCRIPTAE LATORIS.
Отдясно Моисей убива египтянина, който е преследвал евреина, и бяга в пустинята (паралел с епизода на Исус, побеждаващ дявола). В следващия епизод Моисей се бори с овчарите, които пречат на дъщерите на Джетро (включително и на бъдещата му съпруга, Ципора) да напоят добитъка си и след това да вземат вода за тях. В третата сцена, в горния ляв ъгъл, Моисей сваля обувките си и след това получава от Бог задачата да се върне в Египет, за да освободи народа Му. Накрая, в долния ляв ъгъл, той води евреите към Обетованата земя.
Моисей винаги се различава в сцените, тъй като е изобразен с жълта дреха и зелена мантия.